# Marjorie Lawrence
Marjorie Lawrence, née le 17 février 1907 à Deans Marsh (État de Victoria, Australie) et morte le 13 janvier 1979 à Little Rock aux États-Unis, est une soprano australienne, connue en particulier pour ses interprétations des opéras de Richard Wagner,. Elle a été la première soprano à jouer la scène de l'immolation dans Götterdämmerung en montant un cheval dans les flammes comme l'avait voulu Wagner. Elle est atteinte de polio en 1941. Son autobiographie est filmée en 1955 dans le film Mélodie interrompue, avec Eleanor Parker jouant son rôle et Eileen Farrell chantant pour elle. Lawrence travailla également à l'école de musique de l'université du Sud de l'Illinois à Carbondale.

## Enfance
Lawrence est née à Deans Marsh (en), à 135 km au sud-ouest de Melbourne. Elle est la cinquième d'une fratrie de six enfants. Son père William Lawrence était le boucher local et sa mère Elizabeth (née Smith) Lawrence était l’organiste de l'église. Sa mère mourut alors que Lawrence avait deux ans et elle fut élevée par sa grand-mère paternelle. Lawrence fit sa scolarité dans les écoles locales et elle fut à dix ans soliste dans le chœur de l'église St Pauls. Son intérêt pour l’opéra fut déclenché par les vinyles de Nellie Melba et de Clara Butt. Elle gagna plusieurs concours de chants durant son adolescence et à dix-huit ans, se produisit à l'Austral Salon, et partit pour New York. Elle suivit les cours de chant d'Ivor Boustead mais il dut rentrer en Australie à cause de problèmes financiers. Lawrence ne réussit pas à gagner le Royal South Street competitions à Ballarat mais gagna le Sun Aria (en) à Geelong en 1928. Le baryton australien John Brownlee (en) lui conseilla d'étudier à Paris avec Cécile Gilly. Lawrence logea dans une famille française et avec l'enseignement de Gilly elle put étendre sa voix dans les aigus.

## Carrière
En janvier 1932, Lawrence fit ses débuts à l'opéra à Monte-Carlo dans le rôle d'Elisabeth dans Tannhäuser de Richard Wagner. Le 25 février 1933, elle fit sa première apparition à l'Opéra Garnier à Paris, jouant Ortrud (en) dans Lohengrin et la même année, elle chanta dans la première mondiale de Vercingétorix de Joseph Canteloube.
Le 18 décembre 1935, elle fit ses débuts au Metropolitan Opera à New-York jouant Brünnhilde dans La Walkyrie, et l'année suivante, elle joua la scène de l'immolation de Götterdämmerung en montant un cheval dans des flammes comme l’avait voulu Wagner, devenant la première soprano à le faire. Elle avait été une enfant sportive et avait appris à monter en Australie. Lors de cette fameuse représentation Lauritz Melchior était son Siegfried.
Le physique et la beauté de Lawrence la rendaient populaire. Elle a joué la Danse des sept voiles dans Salome de Richard Strauss d'une façon plus convaincante que n'importe quelle autre soprano. De même que sa compatriote Florence Austral put alterner le rôle de Brünnhilde avec Frida Leider, Lawrence elle-même put alterner le rôle avec Kirsten Flagstad au Metropolitan en 1937.
Lawrence retourna régulièrement en Australie à partir de 1939, où le critique anglais Neville Cardus écrivit sur son « pathos désinvolte et sa poésie intime dans ses représentations, sur la superbe étendue de se voix puissante, aux éclats riches,. »
Le 29 mars 1941, au New York City Hall, elle se maria avec le Dr Thomas King, ostéopathe et scientiste.
Lors d'une représentation en 1941 à Mexico, Lawrence ne put se tenir debout, elle avait la polio. Elle prit le traitement de Sister Kenny pour stimuler les muscles de ses deux jambes paralysées. Elle retourna sur scène dix-huit mois plus tard, chantant sur une chaise inclinable ou sur une plateforme spécialisée. Bien que gênée par son manque de mobilité, elle continua à jouer jusqu'en 1952. En 1944, durant la Seconde Guerre mondiale, elle chanta lors de concerts de charité pour divertir les troupes en Australie, assise sur une chaise. Son interprétation d'Amneris dans Aida de Giuseppe Verdi à Paris en 1946 fut bien reçue ainsi que son rôle dans Elektra de Richard Strauss en décembre 1947 avec l'Orchestre symphonique de Chicago et Artur Rodzinski, mais Lawrence quitta la scène et commença à enseigner. Elle se retira dans on ranch, Harmony Hills, à Hot Springs (Arkansas), où elle enseigna à des étudiants internationaux. Elle accepta plus tard des étudiants de l'université de l'Arkansas, à partir de la fin des années 1970 jusqu'à sa mort en 1979.
Bien que connue pour ses interprétations wagnériennes, elle joua dans d'autres œuvres comme dans Salome ou Carmen de Georges Bizet. Elle fit plusieurs excellents enregistrements, principalement d’œuvres de Wagner. Elle reçut de nombreuses bonnes critiques tout au long de sa carrière. Elle fit une solide carrière en France, au Mexique, en Australie, en Amérique du Sud ainsi qu'aux États-Unis. Cependant, elle ne put jouer ailleurs à cause de la Seconde Guerre mondiale, quand sa voix était à son meilleur. En 1946, elle reçut la Légion d'honneur pour son travail en France.
En 1949, Lawrence écrivit son autobiographie Interrupted Melody. Dès février 1950, Hollywood fut intéressé pour l'adapter au cinéma et Lawrence annonça que « si un film était tourné, je ferai le chant. » En 1955, Metro-Goldwyn-Mayer sortit le film Mélodie interrompue avec Eleanor Parker dans le rôle de Lawrence et Eileen Farrell pour les chants. Lawrence critique le film considérant qu'il ne reflétait pas sa vie.
Lawrence meurt à 71 ans d'insuffisance cardiaque le 13 janvier 1979 au St Vincent's Hospital, Little Rock. Elle a été enterrée au cimetière de Greenwood à Hot Springs où elle vivait depuis plusieurs années.

## Décorations
- Chevalière de la Légion d'honneur (1946). Nommée « pour son travail en France ».
- Commandeure de l'ordre de l'Empire britannique (1976). Nommée sur la recommandation du Gouvernement de l'Australie[1]